# After School Session
After School Session è il primo album in studio del cantante rock statunitense Chuck Berry pubblicato il 1º maggio 1957 sotto l'etichetta Chess.

## Tracce
Lato A
1. School Days (Ring Ring Goes the Bell)
2. Deep Feeling
3. Too Much Monkey Business
4. Wee Wee Hours
5. Roly Poly
6. No Money Down

Lato B
1. Brown-eyed Handsome Man
2. Berry Pickin'
3. Together (We Will Always Be)
4. Havana Moon
5. Down Bound Train
6. Drifting Heart

## Singoli
- No Money Down
- Too Much Monkey Business/Brown-eyed Handsome Man
- School Days